# Helmuth Plessner
Helmuth Plessner (4. september 1892 i Wiesbaden – 12. juni 1985 i Göttingen) var en tysk filosof og sociolog.

## Liv
Plessner begyndte 1910 på medicinstudiet. Senere læste han filosofi i Freiburg, Göttingen og Heidelberg. Han havde bl.a. Wilhelm Windelband, Max Weber og Edmund Husserl. Han var derfor stærkt påvirket af fænomenologi og nykantianisme.

## Værker
- Gesammelte Schriften. Herausgegeben von Günter Dux u. a. 10 Bände. 1980-1985
- Die wissenschaftliche Idee, ein Entwurf über ihre Form (1913)
- Krisis der transzendentalen Wahrheit im Anfang (1918)
- Die Einheit der Sinne. Grundlinien einer Ästhesiologie des Geistes (1923)
- Grenzen der Gemeinschaft. Eine Kritik des sozialen Radikalismus. (1924)
- Die Stufen des Organischen und der Mensch. Einleitung in die philosophische Anthropologie (1928)
- Macht und menschliche Natur. Ein Versuch zur Anthropologie der geschichtlichen Weltansicht (1931)
- Zur Anthropologie des Schauspielers (1948)
- Lachen und Weinen. Eine Untersuchung der Grenzen menschlichen Verhaltens (1941)
- Das Lächeln, in: Pro regno, pro sanctuario, Festschr. für G. van der Leeuw (1950)
- Die verspätete Nation. Über die politische Verführbarkeit bürgerlichen Geistes (1959, ursprünglich 1935)
- Die Frage nach der Conditio humana (1961)
- Die Emanzipation der Macht (1962)
- Anthropologie der Sinne (1970)
- Mit anderen Augen. Aspekte einer philosophischen Anthropologie (1982)

## Eksterne referencer
- Litteratur af og om Helmuth Plessner i det tyske nationalbiblioteks katalog.
- Officiel hjemmeside for Helmuth Plessner Gesellschaft
- Tysk hjemmeside om Scheler Plessner, og Gehlens filosofiske antropolgi Arkiveret 11. juni 2020 hos  Wayback Machine